# 淺井政元
淺井政元（1548年（天文十七年）—1573年9月26日（天正元年九月初一）），是日本戰國時代的北近江大名淺井長政的二弟。淺井氏家的一門眾。淺井久政之次男、兄長淺井長政、弟弟淺井政之。
在浅井家負責管理財政，在家老海北綱親的教導下擁有出色的智謀、擔任参謀役職輔佐兄長.長政、天正元年（1573年）在淺井家即將毀滅之時向攻打小谷城的織田軍投降，但戰後被信長以對舊主不忠的罪名給誅殺，享年25歲。